# Georgette Lacroix
Pour les articles homonymes, voir Lacroix.
Georgette Lacroix, née le 6 avril 1921 à Québec et morte le 5 août 2008, est une animatrice de radio et une écrivaine québécoise. De 1947 à 1971, elle a animé une chronique à la station CHRC et reçu à son micro les grandes vedettes de l'heure de passage à Québec. L'animateur radio-télé André Paillé aurait dit avoir été « fortement influencé par Georgette Lacroix » pour son authenticité devant son public.

## Œuvres
- Le Carnaval de Québec: une histoire d'amour
- De Tadoussac à Mistassini
- Charlevoix mes amours
- Québec (avec Jean-Guy Desrosiers)
- L'Acadie... avec les yeux du cœur
- Entre nous... ce pays
- Mortes saisons
- Le creux de la vague
- Aussi loin que demain

## Honneurs
- Prix Jean-Hamelin (1971), Entre nous... ce pays

## Référence
1. ↑  Article du quotidien Le Soleil le 7 août 2000